# Chiesa di San Michele Arcangelo (Padova, Torre)
La chiesa arcipretale di San Michele Arcangelo è la parrocchiale di Torre, in provincia e diocesi di Padova; è sede del vicariato di Torre.

## Storia
È accertato che a Torre esisteva una chiesa già nell'VIII secolo. Anticamente, la parrocchia di Torre comprendeva una zona molto vasta, che comprendeva varie zone, tra le quali anche Pontevigodarzere, Mortise e l'Arcella. Dalla relazione della visita pastorale effettuata dal vescovo Nicolò Ormanetto, s'apprende che la pieve di Torre aveva quattro altari.
L'attuale parrocchiale fu costruita in stile barocco tra il 1774 ed il 1778.

## Interno
Le opere di maggior pregio custodite nella pieve di Torre sono tre pale: la prima, settecentesca, ha come soggetto San Michele arcangelo che combatte contro Satana, la seconda, dipinta da Nicola Grassi nel XVIII secolo, raffigura la Santissima Trinità con i santi Domanico e Vincenzo Ferrer e la terza, anch'essa opera di Nicola Grassi, che la dipinse tra il 1742 e il 1748, rappresenta l'Incoronazione della Madonna con i santi Antonio di Padova, Spiridione, Rocco e Pietro d'Alcántara.